# M이론
이론물리학에서 M이론(-理論, 영어: M-theory)은 11차원의 시공간에서 (즉 so(10,1)) 존재하는 물리 이론이다. 끈 이론과 달리, M이론은 기본적인 1차원 막을 포함하지 않으며, 대신 2차원 또는 5차원 막을 포함한다. 초끈 이론은 M이론의 축소화로 얻어질 수 있다.

## 정의
아직 M이론을 일반적으로 어떻게 비섭동적으로 정의할 수 있는지는 알려져 있지 않지만, 다양한 극한을 취하면 이미 알려져 있는 이론들과 다음과 같이 연관돼 있다.
- M이론의 낮은 에너지 눈금의 고전적 이론은 11차원 초중력이다.
- M이론을 축소화하면 여러 끈 이론을 얻을 수 있다.
- 11차원 민코프스키 공간에서의 M이론은 행렬 이론으로 비섭동적으로 정의할 수 있다.
- {\displaystyle AdS_{3}\times S^{7}} 또는 {\displaystyle AdS_{7}\times S^{3}}에서의 M이론은 AdS/CFT 대응성을 통해 비섭동적으로 정의할 수 있다.

또한, M이론에 존재하는 M-막(영어: M-brane)이라는 개체들과 그 다양한 성질들이 알려져 있다.

## 성질
M이론은 로런츠 계량 부호수를 가진 (10,1)차원 시공간에 존재하며, {\displaystyle {\mathcal {N}}=1} 초대칭(32개의 초전하)을 갖는다. 축소화하지 않은 M이론의 낮은 에너지 유효 작용은 11차원 초중력이다.
M이론에서 다루는 대상은 2차원의 막인 M2-막(M2-brane)과 5차원의 막인 M5-막(M5-brane)이다. M이론은 끈(1차원 막)을 포함하지 않으므로, 엄밀히 말해서 끈 이론이 아니다. (다만, M이론을 축소화하여 다양한 끈 이론을 얻을 수 있다.) 축소화하지 않은 M이론은 아무런 스칼라장을 포함하지 않으므로, 끈 이론과 달리 모듈라이를 갖지 않는다. 즉, 축소화하지 않고서는 어떤 결합 상수를 작게 만들어 섭동 이론을 전개할 수 없다. (물론, 축소화를 하면 축소화 공간의 모양에 따라서 모듈라이가 존재한다.)

### 축소화
M이론을 축소화하여 ⅡA종 초끈 이론과 E8×E8 잡종 끈 이론을 얻을 수 있다. ⅡA종 초끈 이론과 E8×E8 잡종 끈 이론에서 닫힌 끈 결합 상수 {\displaystyle g_{\text{s}}}가 매우 큰 극한을 취하면, 이는 축소화한 M이론에 대응되게 된다. 여기서 원래 결합 상수 {\displaystyle g_{\text{s}}}는 대략 축소화한 차원의 크기에 비례하게 된다. 다른 초끈 이론들(ⅡB종, Ⅰ종, SO(32) 잡종)은 이들로부터 S-이중성과 T-이중성을 가하여 얻을 수 있다.

#### ⅡA종 끈 이론
11차원 초중력을 원 ({\displaystyle \mathbb {S} ^{1}}) 위에 축소화하면 10차원 ⅡA형 초중력을 얻는다. 이에 따라, M이론을 원 위에 축소화하면 ⅡA형 초끈 이론을 얻을 것이라고 예상할 수 있다. ⅡA종 끈 이론과 M이론은 다음과 같이 대응한다. 특히, ⅡA종 초끈 이론에 존재하는 여러 안정한(BPS) 물체들은 M이론에서 M2-막과 M5-막으로 자연스럽게 설명된다.
| M이론 | ⅡA종 끈 이론                                                                                                   |
| --- | --- |
| 11번째 차원의 반지름 {\displaystyle R_{11}}                                                                                              | {\displaystyle g_{\text{s}}\ell _{\text{s}}}                                                                   |
| 11차원 시공간 플랑크 길이 {\displaystyle \ell _{\text{p}}}                                                                               | {\displaystyle g_{\text{s}}^{1/3}\ell _{\text{s}}}                                                             |
| 11차원 시공간 중력 상수와 11번째 차원 크기의 비 {\displaystyle 16\pi G_{11}/(2\pi R_{11})=(2\pi )^{8}\ell _{\text{p}}^{9}/(2\pi R_{11})} | 10차원 중력 상수 {\displaystyle 16\pi G_{10}=(2\pi )^{7}g_{\text{s}}^{2}\ell _{\text{s}}^{8}}                  |
| 11번째 차원에 대한 {\displaystyle n}번째 칼루차-클라인 모드의 질량 {\displaystyle n/R_{11}}                                              | {\displaystyle n}개의 D0-막의 결합 상태의 질량 {\displaystyle nT_{\text{D0}}=n/(\ell _{\text{s}}g_{\text{s}})} |
| 11번째 차원을 감는 M2-막의 장력 {\displaystyle 2\pi R_{11}T_{\text{M2}}=R_{11}/(2\pi \ell _{\text{p}}^{3})}                              | 기본 끈의 장력 {\displaystyle T_{\text{F1}}=1/(2\pi \ell _{\text{s}}^{2})}                                     |
| M2-막의 장력 {\displaystyle T_{\text{M2}}=(2\pi )^{-2}\ell _{\text{p}}^{-3}}                                                             | D2-막의 장력 {\displaystyle T_{\text{D2}}=(2\pi )^{-2}g_{\text{s}}^{-1}\ell _{\text{s}}^{-3}}                  |
| 11번째 차원을 감는 M5-막의 장력 {\displaystyle 2\pi R_{11}T_{\text{M5}}=(2\pi )^{-2}R_{11}\ell _{\text{p}}^{-6}}                         | D4-막의 장력 {\displaystyle T_{\text{D4}}=(2\pi )^{-4}g_{\text{s}}^{-1}\ell _{\text{s}}^{-5}}                  |
| M5-막의 장력 {\displaystyle T_{\text{M5}}=(2\pi )^{-5}\ell _{\text{p}}^{-6}}                                                             | NS5-막의 장력 {\displaystyle T_{\text{NS5}}=(2\pi )^{-5}g_{\text{s}}^{-2}\ell _{\text{s}}^{-6}}                |
| 11차원 초중력 초다중항의 가장 가벼운 유질량 칼루차-클라인 들뜬 상태                                                                      | D0-막 |
| 축소화한 차원에 감긴 M2-막 | 기본 끈 |
| 감기지 않은 M2-막 | D2-막 |
| 축소화한 차원에 감긴 M5-막 | D4-막 |
| 감기지 않은 M5-막 | NS5-막 |
| 11차원 초중력 초다중항의 칼루차-클라인 자기 홀극                                                                                         | D6-막 |
| 세계끝 9-막 안의 윌슨 고리의 모듈라이 | D8-막 |

여기서 {\displaystyle \ell _{\text{s}}={\sqrt {\alpha '}}}은 끈 길이(영어: string length)이며, {\displaystyle g_{\text{s}}=\exp(\langle \Phi \rangle )}는 닫힌 끈 결합 상수다. 위 표에서, 끈 이론에서의 장력들은 끈 틀(영어: string frame)의 계량 텐서를 사용한다. 즉, 끈 틀로 계산한 단위 초부피당 작용이다.
여기서, D6-막에 해당하는 ‘칼루차-클라인 자기 홀극’이란 다음과 같다. M이론을 {\displaystyle \mathbb {R} ^{1,6}\times \mathbb {R} ^{3}\times \mathbb {S} ^{1}} 위에 축소화할 때, {\displaystyle \mathbb {R} ^{3}}의 등각 무한인 {\displaystyle \mathbb {S} ^{2}} 위에서 {\displaystyle \mathbb {S} ^{1}}이 자명하지 않은 원다발을 이룬다고 하자. 이러한 원다발은 천 특성류의 적분인 정수에 따라서 분류되며, 이는 D6-막의 수와 같다. (하나의 D6-막이 존재할 때, 이는 토브-너트 공간에 해당한다. 일반적으로, 이러한 꼴의 공간은 점근 국소 평탄 공간이라고 한다.)
D8-막의 해석은 다음과 같다. D8-막은 여차원이 1인데, 이는 D9-막에 T-이중성을 가하여 얻을 수 있다. ⅡB종 초끈 이론에는 D9-막을 임의로 추가할 수 없으며, 가능한 경우는 (O9-평면과 함께) 32개의 ½ D9-막을 갖는 Ⅰ종 초끈 이론이다. 이에 T-이중성을 가하면, Ⅰ′ 초끈 이론을 얻는다. 이는 선분 위에 ⅡA를 축소화한 것으로, 선분의 양끝(O8-평면)에 각각 16개의 ½ D8-막이 존재한다 (즉, {\displaystyle \operatorname {SO} (16)^{2}} 게이지 대칭을 갖는다). 이는 M이론을 원기둥 {\displaystyle \mathbb {S} ^{1}\times \mathbb {I} } 위에 축소화한 것에 해당하며, 이때 D8-막 + O8-평면 위에 존재하는 SO(16) 양-밀스 이론은 M-이론의 경계 9-막에 존재하는 E₈ 양-밀스 이론의 게이지 군이 부분군
{\displaystyle \operatorname {SO} (16)\leq \operatorname {E} _{8}}
으로 깨진 것이다.

#### E8×E8잡종 끈 이론
M이론을 선분 ({\displaystyle \mathbb {S} ^{1}/\mathbb {Z} _{2}}) 위에 축소화하면  E8×E8 잡종 끈 이론을 얻는다. 이는 T-이중성과 S-이중성을 사용하여 다음과 같이 해석할 수 있다.
E8×E8 잡종 ⇔ (T-이중성) SO(32) 잡종 ⇔ (S-이중성) Ⅰ종 ⇐ (오리엔티폴드) ⅡB종 ⇔ (T-이중성) IIA종 ⇐ (축소화) M이론
따라서, E8×E8 잡종 끈 이론은 (T-이중 변환을 짝수번 가하였으므로) M이론을 축소화하여 얻을 수 있음을 알 수 있다. {\displaystyle \mathbb {Z} _{2}} 오비폴드는 Ⅰ종 끈 이론을 얻기 위하여 가한 오리엔티폴드 사영에 의한 것이다. 즉, Ⅰ종 끈 이론의 T-이중 이론(Ⅰ′종 이론)은 ⅡA종 이론을 {\displaystyle \mathbb {S} ^{1}/\mathbb {Z} _{2}} 위에 축소화한 이론이기 때문이다.
오비폴드에 의하여, 선분 {\displaystyle \mathbb {S} ^{1}/\mathbb {Z} _{2}}의 양끝에는 세계끝 9-막(end-of-the-world 9-brane)이 존재하고, 각각 E8 게이지 전하를 가진다.
이 축소화는 페트르 호르자바(체코어: Petr Hořava)와 에드워드 위튼이 1996년 발견하였다. 따라서 이를 호르자바-위튼 이론(Hořava–Witten theory)라고도 하고, 세계끈 9-막을 호르자바-위튼 벽(Hořava–Witten domain wall)이라고 한다.
| M이론                                                  | E8×E8 잡종 끈 이론                                         |
| ------------------------------------------------------ | ---------------------------------------------------------- |
| 선분의 길이 {\displaystyle \pi R}                      | 끈 결합 상수의 거듭제곱 {\displaystyle \pi \lambda ^{2/3}} |
| 경계다양체의 10차원 경계에 존재하는 E8×E8 양-밀스 이론 | 10차원 시공간 위의 E8×E8 양-밀스 이론                      |
| 경계다양체의 경계에 붙은 M2-막                         | 끈                                                         |
| 경계다양체의 경계와 평행한 M5-막                       | NS5-막                                                     |

이 경우,
- 11차원 초중력을 선분 위에 축소화하려면, 변칙을 피하기 위하여 선분의 양끝에 각각 E8 양-밀스 이론이 존재하여야 한다.[11]
- M2-막은 BPS이려면 오비폴드의 양끝에 붙어 있어야 한다. 이에 따라서, 이는 10차원에서 1차원 막을 이룬다.[12]:§3
- M5-막은 오비폴드 양끝에 붙어 있으면 BPS일 수 없다.[12]:§4 따라서, 이는 10차원에서 5차원 막을 이룬다.

#### 9차원으로의 축소화
M이론을 2차원 원환면 {\displaystyle \mathbb {T} ^{2}} 위에 축소화시키자. 원환면의 두 반지름을 {\displaystyle R_{10}}과 {\displaystyle R_{11}}이라고 할 때, T-이중성으로 인하여 모듈라이 공간의 모양은 다음과 같다.:Figure 1
| ⅡA 끈 이론 |   |     |   |  | M이론      |
|            | ∞ |     |   |  |            |
| R10        |   |     |   |  |            |
| 0          |   |     |   |  |            |
|            | 0 | R11 | ∞ |  |            |
| ⅡB 끈 이론 |   |     |   |  | ⅡA 끈 이론 |
이는 대각선을 따른 반사 {\displaystyle (R_{10},R_{11})\mapsto (R_{11},R_{10})}에 대하여 불변이다. 사실, 원환면의 {\displaystyle \operatorname {SL} (2;\mathbb {Z} )} 사상류군이 이 모듈라이 공간 위에 작용하는데, 이는 ⅡB 끈 이론의 S-이중성에 해당한다.
마찬가지로, M이론을 {\displaystyle (\mathbb {S} ^{1}/(\mathbb {Z} /2))\times \mathbb {S} ^{1}} 위에 축소화하면, 다음과 같은 모듈라이 공간을 얻는다.:Figure 2 (여기서 선분의 길이는 {\displaystyle \pi R_{11}}이며, 원의 반지름은 {\displaystyle R_{10}}이다.)
| E8×E8 잡종 끈 이론        |   |     |   |  | M이론      |
|                           | ∞ |     |   |  |            |
| R10                       |   |     |   |  |            |
| 0                         |   |     |   |  |            |
|                           | 0 | R11 | ∞ |  |            |
| Spin(32) 잡종 / Ⅰ 끈 이론 |   |     |   |  | Ⅰ′ 끈 이론 |
여기서 “Ⅰ′ 끈 이론”이란 ⅠA 끈 이론을 선분 위에 축소화한 것으로, Ⅰ 끈 이론에 T-이중성을 가한 것이다. 이는 게이지 군 SO(16)×SO(16)을 갖는다. {\displaystyle R_{10},R_{11}\to 0} 극한에서는 결합 상수의 값에 따라 Spin(32)/(ℤ/2) 잡종 끈 이론 또는 Ⅰ 끈 이론을 얻는다.

#### 유질량 ⅡA 끈 이론
ⅡA종 초끈 이론에서, 0차 장세기 {\displaystyle F_{0}}을 켜면, 유질량 ⅡA 초끈 이론(영어: massive Type ⅡA string theory) 또는 로만스 끈 이론(영어: Romans string theory)이라는 이론을 얻는다. 원 위에 축소화된 유질량 ⅡA 초끈 이론은 셰르크-슈워츠 메커니즘으로 원 위에 SL(2;ℤ) S-이중성을 사용하여 뒤틀리게 축소화된 ⅡB 초끈 이론과 T-이중성 아래 동치이다.
이는 M이론으로부터 다음과 같이 구성될 수 있다.:§2 우선, 원 위의 원환면 올다발
{\displaystyle \mathbb {T} ^{2}\hookrightarrow N_{3}\twoheadrightarrow \mathbb {S} ^{1}}
을 생각하자. 이는 원환면의 사상류군 {\displaystyle \operatorname {SL} (2;\mathbb {Z} )}에 의하여 분류되는데, 여기에 T변환
{\displaystyle {\mathsf {T}}^{m}={\begin{pmatrix}1&m\\0&1\end{pmatrix}}}
을 사용하자. (이는 3차원 영다양체에 해당한다.) 이는 원의 반지름 {\displaystyle R}와 원환면의 넓이 {\displaystyle A} 및 복소구조 {\displaystyle \tau }에 의존하는데, {\displaystyle \tau }를 고정시키고 {\displaystyle R,A\to 0} 극한을 취하면 유질량 ⅡA 끈 이론을 얻는다.

#### K3 위의 축소화
M이론을 K3 곡면 위에 축소화하여 7차원 이론을 얻을 수 있다. 이 경우, 이는 S-이중성 아래 3차원 원환면 위에 축소화된 잡종 끈 이론과 동치이다.
| K3 곡면 위의 M이론                 | {\displaystyle \mathbb {T} ^{3}} 위의 잡종 끈 이론                                                    |
| ---------------------------------- | --- |
| K3에 감긴 M5-막                    | 기본 끈                                                                                               |
| M2-막                              | {\displaystyle \mathbb {T} ^{3}}에 감긴 NS5-막                                                        |
| K3의 2차원 순환에 감긴 M5-막 (×22) | KK3-막 (×3) 또는 자기 홀극 3-막 (×16) 또는 {\displaystyle \mathbb {T} ^{2}}에 감긴 NS5-막 (×3)        |
| K3의 2차원 순환에 감긴 M2-막 (×22) | 게이지 초다중항의 스칼라 (×16) 또는 KK-입자 (×3) 또는 {\displaystyle \mathbb {S} ^{1}}에 감긴 끈 (×3) |

이 밖에도, M이론을 G2 홀로노미의 7차원 다양체 위에 축소화할 수 있다. 이 경우, 4차원에서 {\displaystyle {\mathcal {N}}=1} 초대칭을 갖는 이론을 얻는다.

### M-막
11차원 초중력은 오직 3차 미분형식 게이지 퍼텐셜 {\displaystyle C_{3}}만을 포함한다. 따라서, {\displaystyle C_{3}}에 대한 전기 홀극인 M2-막(M2-brane)과 자기 홀극인 M5-막(M5-brane)이 존재한다.

#### M2-막
1995년 폴 킹즐리 타운젠드(영어: Paul Kingsley Townsend)가 M2-막이 ⅡA종 초끈 이론의 기본 끈과 관련되어 있다고 제안하였다.
2007년 조너선 배거(영어: Jonathan Bagger)와 닐 램버트(영어: Neil Lambert), 안드레아스 구스타브손(스웨덴어: Andreas Gustavsson)이 M2-막 세계부피 이론의 작용을 발견하였다. 이를 발견자의 머릿글자를 따 BLG 모형(BLG model)이라고 한다. 이 모형은 리 괄호를 일반화한 "3-대수" {\displaystyle [\cdot ,\cdot ,\cdot ]}라는 수학적 구조를 사용하는데, BLG 모형과 동등하지만 특수한 수학적 구조를 사용하지 않는 ABJM 모형 도 알려져 있다.
정적 게이지(영어: static gauge)에서, 하나의 M2-막에 존재하는 장들은 {\displaystyle {\mathcal {N}}=8} 초등각 대칭에 따라 결정되며, 다음과 같다.
| 기호                      | 푸앵카레 표현   | 개수 | 질량껍질 위 총 자유도 |
| ------------------------- | --------------- | ---- | --------------------- |
| {\displaystyle \phi ^{i}} | 실수 스칼라장   | 8    | 8                     |
| {\displaystyle \psi ^{i}} | 마요라나 스피너 | 8    | 8                     |

여기서 {\displaystyle \phi ^{i}}는 M2-막의 3차원 세계부피에 수직인 {\displaystyle 11-3=8}개의 방향들과 대응한다.
M2-막의 장력은
{\displaystyle T_{\text{M2}}={\frac {1}{(2\pi )^{2}\ell _{\text{p}}^{3}}}}
이다. 여기서 {\displaystyle \ell _{\text{p}}}는 11차원 시공간의 플랑크 길이다.

#### M5-막
M5-막은 M2-막보다 덜 알려져 있다. M5-막의 세계부피 이론은 {\displaystyle {\mathcal {N}}=(2,0)} 초대칭을 가지는 등각 장론이다. M5-막이 겹치지 않은 경우에는 그 세계부피 작용이 일려져 있지만, 여러 M5-막이 겹친 경우에는 알려져 있지 않고, 아마 국소적인 라그랑지언이 존재하지 않는 이론일 것이라 추측된다.
정적 게이지(영어: static gauge)에서, 하나의 M5-막에 존재하는 장들은 {\displaystyle {\mathcal {N}}=(2,0)} 초등각대칭에 따라 결정되며, 다음과 같다.
| 기호                             | 푸앵카레 표현                                                           | 개수 | 질량껍질 위 총 자유도 |
| -------------------------------- | ----------------------------------------------------------------------- | ---- | --------------------- |
| {\displaystyle \phi ^{i}}        | 실수 스칼라장                                                           | 5    | 5                     |
| {\displaystyle B_{\mu \nu }^{-}} | 반자기쌍대(反自己雙對, ASD, 영어: anti-self-dual) 2차 미분형식 게이지장 | 1    | 3                     |
| {\displaystyle \psi ^{I}}        | 바일 스피너                                                             | 2    | 8                     |

여기서 {\displaystyle \phi ^{i}}는 M5-막의 6차원 세계부피에 수직인 {\displaystyle 11-6=5}개의 방향들과 대응한다.
M5-막의 장력은 다음과 같다.
{\displaystyle T_{\text{M5}}={\frac {1}{(2\pi )^{5}\ell _{\text{p}}^{6}}}}
이는 ⅡA종 끈 이론으로 환산하면 NS5-막의 장력과 같은데, 이는 NS5-막이 감기지 않은 M5-막이기 때문이다.
M2-막의 1+1차원 경계는 M5-막에 붙어 있을 수 있다. 이는 ⅡA 끈 이론에서, D2-막(또는 기본 끈)이 D4-막에 붙어 있는 것에 해당한다. 사실, 끈 이론에서 기본 끈이 D-막에 붙어 있는 것은 사실 D-막이 깔때기 모양으로 늘어져 있는 것이라는 사실과 마찬가지로, 이는 M5-막이 깔때기 모양으로 늘어져 있는 것에 해당한다.

## 역사
1990년대 초기에는 총 5개의 초끈 이론들이 알려져 있었다. 이들은 10차원에 존재하는, 끈을 포함하는 이론이며, 이들 사이에는 T-이중성과 S-이중성 등 여러 관계가 존재한다. 1995년에 에드워드 위튼은 이들 5개의 초끈 이론들을 끈을 포함하지 않고, 11차원에 존재하는 어떤 "M이론"을 통해 얻을 수 있다는 증거를 제시하였다. 즉, 5개의 초끈 이론은 하나의 M이론의 다양한 극한(모듈러스 공간의 귀퉁이)에 해당한다. 이 사건을 제2차 초끈 혁명(영어: the Second Superstring Revolution)이라고 한다.
위튼에 따르면, M이론의 ‘M’은 영어: magic 매직[*], 영어: mystery 미스터리[*], 또는 영어: membrane 멤브레인[*]의 머릿자라고 한다. 영어: membrane 멤브레인[*]은 막을 뜻하는 단어인데, 이는 M이론이 끈을 포함하지 않고, 대신 2차원 및 5차원 막을 포함하기 때문이다.
1996년에 톰 뱅크스(영어: Tom Banks)와 빌리 피스흘러르(네덜란드어: Willy Fischler), 스티븐 하트 솅커(Stephen Hart Shenker)와 레너드 서스킨드가 축소화하지 않은 M이론을 행렬 변수에 대한 양자역학의 특정한 극한으로 정의하였다. 이를 행렬 이론(M(atrix) theory)이라고 한다. 영어명 "M(atrix)"는 행렬을 뜻하는 영어: matrix 메이트릭스[*]의 머릿글자가 M이론과 같은 "M"임을 농으로 딴 것이다.
1997년에 후안 말다세나는 AdS/CFT 대응성을 발표하면서, AdS4×S7 또는 AdS7×S4에 축소화한 M이론을, 겹친 M2-막 또는 M5-막의 세계부피 이론으로 비섭동적으로 정의할 수 있음을 보였다. 그러나 보다 더 잘 알려진 D3-막의 경우와 달리 M-막의 세계부피 이론은 오랫동안 알려지지 않았다. M2-막의 세계부피 이론은 2008년에 발견되었으나, 아직 M5-막의 세계부피 이론은 알려지지 않고 있다.

## 같이 보기
- 끈 이론
- 시공간
- 양자장론
- 일반상대성이론
- AdS/CFT 대응성
- AdS/CFT 대응성(총론)
- 축소화
- 칼라비-야우 다양체